# Molnár Kálmán (grafikus)
Molnár Kálmán (Budapest, 1943. április 10. – 2017. június 21.) Munkácsy Mihály-díjas magyar tervezőgrafikus, egyetemi tanár.

## Életpályája
Szülei Molnár Kálmán és Kamarás Gabriella voltak. 1957–1961 között a Képző- és Iparművészeti Szakközépiskola diákja volt. 1963–1967 között a Képzőművészeti Főiskolán tanult, ahol festő szakon Fónyi Géza, majd tervezőgrafika szakon Konecsni György oktatta. 1966-tól állította ki műveit, 1967-től lett önálló grafikusművész. Ugyancsak 1967-ben lett a Művészeti Alap tagja, majd 1989-től a Magyar Képző- és Iparművészek Szövetségének tagja is, ahol negyedszázadon át, 2014-ig ő vezette a Tervező Grafikai Szakosztályt, szervezte az Országos Tervezőgrafikai Biennálékat és a szakmai pályázatokat.
1990-ben kezdett tanítani a Magyar Képzőművészeti Főiskolán ahol több cikluson át vezette a Tervezőgrafika Tanszéket (1992-től 2008-ig). 1991-ben egyetemi tanári címet szerzett; tanszékvezetői megbízatása mellett 1992–2004 között a Magyar Képzőművészeti Főiskola rektorhelyettese is volt, valamint a doktori iskola törzstagjaként részt vett annak megalapításában. Halála után a Magyar Képzőművészeti Egyetem saját halottjává nyilvánította.

## Kiállításai

### Egyéni
- 1979 Sárvár, Körmend

### Csoportos
- 1966, 1969, 1976, 1980, 1986, 1990, 1993 Budapest
- 1969, Quintett csoportként a Derkovits-Teremben
- 1977, Postheater (Berlin Haus am Lützowplatz, 1978-ban címmel Londonban, a The Concourse
- 1978, „Plakátok szünetben“ (Madách színházban),
- 1978, „Tendencies in Hungarian Poster Design” (London-The Concourse Gallery).
- 1976-1981, Perspektiva-csoport
- 1976, 1978-1980 Varsó
- 1978, 1989 London
- 1979 Strasbourg
- 1983 Pécs
- 1992 Helsinki
- 1996 Zágráb

## Művei
- Filmplakátok: (Szelíd motorosok, Barátnők, Hair)
- Kiadványok, évkönyvek (Graphis, Modern Publicity, Graphis Annual, Japan Graphic Design, Projekt).
- Filmplakátok: (A 22-es csapdája/1970/, Virágot AlgernonnakNNAK /1972/, „Egy rendőrfelügyelő vallomásai /1972/, John ls Harry /1971/, Romantika /1972/, Ragadozó madarak /1978/, A fal /1977/ stb.)
- színházi plakátok (Bernarda Alba Háza /1976/, Jones Császár /1976/, Petruska /1976/)
- Társadalom-politikai plakátok (VIZILÉPCSŐD /1989/, ERŐ-MŰ-TÉT /1989/)
- Kiállítástervezések (Hamburgi Magyar Hét /team/1982, Stuttgart: Magyar Napok 1981, Kairói Magyar Hét 1984, Nápoly: Magyar Hét 1987, Hannover: Magyar Hét 1988, Hamburg: Közlekedés 1988, Singapore, Szöul 1989.)
- Múzeumi kiállítástervek (A Jubileumi Ford Kiállítás /2003/ Tengerhajózás c. állandó kiállítás /2004/ Szombathelyi Textil-Triennálé).
- Woyzeck (1980)
- Por és hamu-sorozat (1986)

## Művek közgyűjteményekben
- Magyar Nemzeti Galéria grafikai gyűjtemény, Budapest
- Országos Széchényi Könyvtár grafikai gyűjtemény, Budapest
- Közlekedési Múzeum, Budapest
- Tervező Grafikai Biennálé Fődíjas munkák Munkácsy Mihály M. Múzeum, Békéscsaba
- MAHÍR Plakát Archívum, Budapest

## Díjai
- 1971: Művelődési Minisztérium nívódíja
- 1974: Az év legjobb plakátja
- 1980: Az év legjobb filmplakátja
- 1984: V. Tervező Grafikai Biennálé Fődíja
- 1984: A békéscsabai grafikai biennálé fődíja
- 1986: A békéscsabai grafikai biennálé fődíja
- 1988: VI. Tervező Grafikai Biennálé Fődíja
- 1990: Munkácsy Mihály-díj
- 2006: Konecsni György – Életműdíj
- 2009: Aranyrajzszög – Életműdíj
- 2009: Hungart Életműdíj
- 2013: Érdemes Művész díj
- 2014: MAOE Labirintus díj
- 2014: MAOE Harmónia díj
- 2013: Érdemes művész
- 2014: Művelődési Minisztérium Nívódíja (többször is)